# Rörmöss
Rörmöss (Zygodontomys) är ett släkte i familjen hamsterartade gnagare (Cricetidae) som i sin tur tillhör underordningen råttartade gnagare. De ska inte förväxlas med rörråttor som tillhör underordningen piggsvinsartade gnagare. Även släktskapet till möss (Murinae) är avlägset. Släktet rörmöss utgörs av två arter som lever i Central- och Sydamerika. Namnet syftar på deras vana att äta sockerrör.

## Beskrivning
Individerna når en kroppslängd mellan 10 och 16 cm och därtill kommer en 4 till 13 cm lång svans. Vikten varierar mellan 60 och 140 gram. Pälsen har på ovansidan en gulbrun till rödaktig färg, buken är ljusgrå till vitaktig. Öronen och svansen har en brun färg.
Utbredningsområdet sträcker sig från Costa Rica till Amazonområdet i Brasilien. Deras habitat utgörs av öppna gräsmark eller buskmark, de vistas alltid nära vattenansamlingar.
Individerna är främst aktiva på natten och de vistas på marken där de skapar stigar genom gräset. Rörmöss bygger underjordiska bon som polstras med gräs eller andra växtstjälkar. Födan utgörs främst av gräs (däribland sockerrör och ris) samt även av frön och frukter.
Honan är cirka 24 dagar dräktig och sedan föds i genomsnitt 4,6 ungdjur. Ungarna öppnar ögonen efter ungefär 7 dagar och de dias 9 till 11 dagar. Efter 25 till 42 dagar är ungarna könsmogna.
Arterna är:
- Zygodontomys brevicauda förekommer från Costa Rica till Amazonområdet och även på Trinidad och Tobago.
- Zygodontomys brunneus lever bara i dalgångar av norra Colombia.

Båda arter listas av IUCN som livskraftiga (least concern).